# Peugeot Typ 36

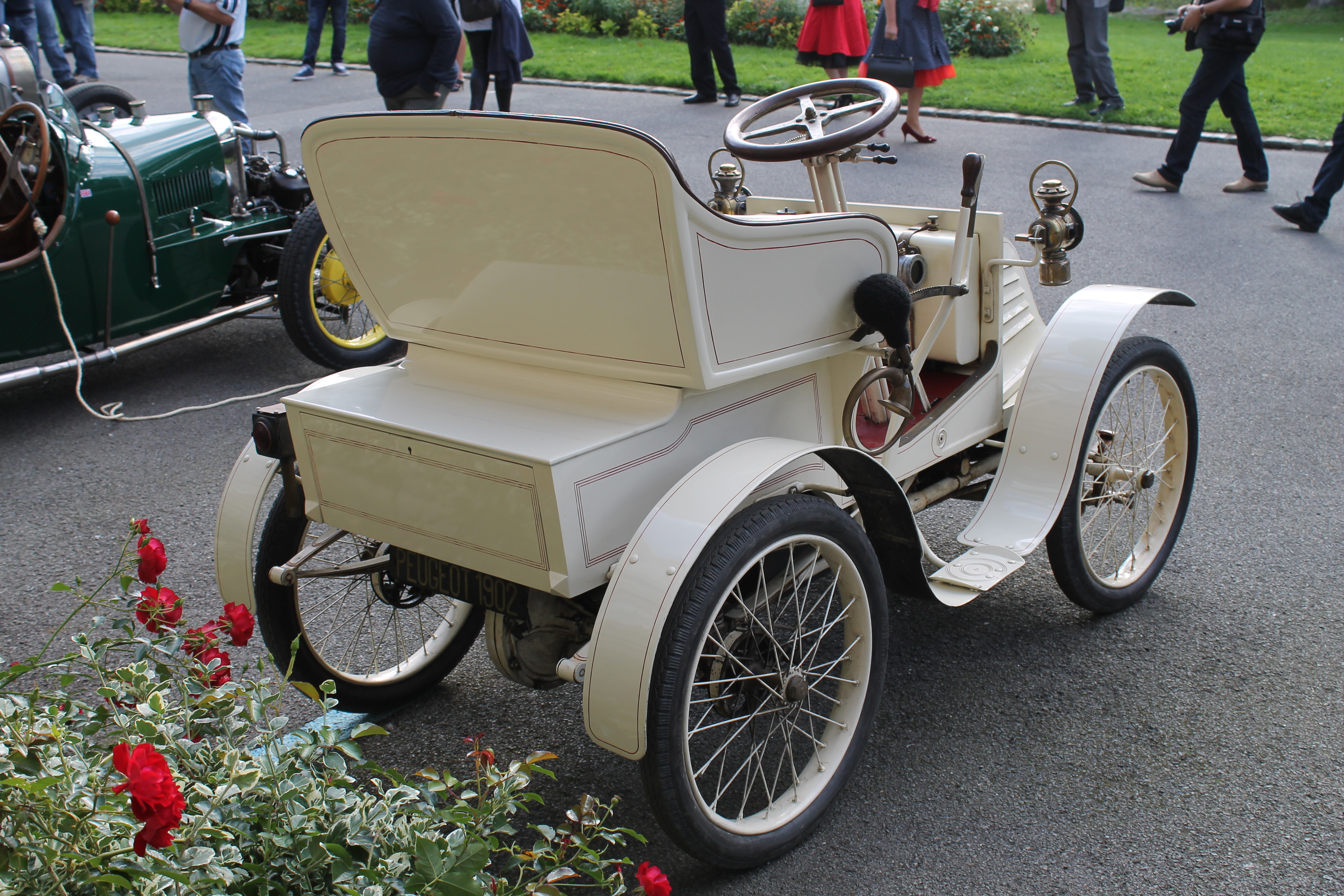
Heckansicht

Der Peugeot Typ 36 ist ein frühes Automodell des französischen Automobilherstellers Peugeot, von dem von 1901 bis 1902 im Werk Audincourt 111 Exemplare produziert wurden.
Die Fahrzeuge besaßen einen Einzylinder-Viertaktmotor eigener Fertigung, der über Kette die Hinterräder antrieb. Der Motor leistete zwischen 5 und 8 PS.
Bei einem Radstand von 155 cm betrug die Fahrzeuglänge 260 cm und die Fahrzeughöhe 155 cm. Die Karosserieformen Tonneau und Spider boten Platz für vier Personen.